# Дунаец
Дуна̀ец (на полски: Dunajec; на словашки: Dunajec) е река в Южна Полша (Малополско войводство) и по границата със Словакия (Прешовски край), десен приток на Висла. Дължина 247 km, от които 27 km по границата между Полша и Словакия, площ на водосборния басейн 6804 km².

## Географска характеристика
Река Дунаец се образува на 581 m н.в. при град Нови Тарг (Малополско войводство) от сливането на двете съставящи я реки Чарни Дунаец (48 km, лява съставяща) и Бяли Дунаец (31 km, дясна съставяща), водещи началото си от северния склон на Татрите (част от Западните Карпати). След образуването си реката протича през широката Новотарска котловина. След това на нея са изградени два язовира – Чорщинско езеро и Сромовце Нижне. Преминавайки през планината Пенини образува живописен пролом на границата между Полша и Словакия при селата Сромовце Нижне и Шчавница, след което завива на север и проломява Сондецките Бескиди (също част от Западните Карпати) чрез Дунаецкия пролом, покрай село Червени Клящор и замъците Чорщин и Дунаец. В тази част от поречието ѝ са изградени язовирите Рожновско и Чшовские езеро. В района на град Тарнов излиза от планините, пресича югозападната част на Сандомежката котловина и се влива отдясно в река Висла, на 172 m н.в., при село Опатовиец (Малополско войводство).
Водосборният басейн на Дунаец обхваща площ от 6804 km², което представлява 3,46% от водосборния басейн на Висла, от които 4854 km² се намират в Полша, а останалите 1950 km² – на територията на Словакия. Речната ѝ мрежа е едностранно развита, с повече, по-дълги и по-пълноводни десни притоци. На запад и изток водосборният басейн на Дунаец граничи с водосборните басейни на Раба, Брен, Вислока и други по-малки реки, десни притоци на Висла, а на юг – с водосборния басейн на река Дунав.
Основни притоци:
- леви – Лососина (58 km, 411 km²);
- десни – Бялка (41 km, 230 km²); Попрад (169 km, 1889 km²); Бяла (102 km, 983 km²).[1]

Дунаец има ясно изразено пролетно пълноводие, дължащо се на снеготопенето в планините и обилните валежи през сезона. Среден годишен отток в устието 84,3 m³/sec.

## Стопанско значение, селища
От 1920 г. участък от границата (27 km) между Полша и Словакия преминава по част от поречието на реката. Използва се като важен търговски път още от древността. През II век по поречието ѝ преминавали гръцки и римски търговци от Балтийско море с кехлибар. По-късно реката е използвана като търговски коридор за транспортиране на стоки и хора, от 1908 до 1917 известен като Пътя на солта. През 1997 г. Полша построява водноелектрическите електроцентрали Чшорстин и Дунаец. Чшорстин е с две турбини с инсталирана мощност 90 MW, височината на язовирната стена е 56 m. Площта му е 10,5 km², максималната дълбочина е 10 m. В язовир Дунаец има множество дървени салове, които се използват като туристическа атракция. От страната на Словакия по реката се практикува рафтинг. Близо до граничния пункт между двете държави има туристически и велосипеден маршрут.
Най-големите селища по течението ѝ са градовете: нови Тарг, Нови Сонч, Тарнов.
- Река Дунаец